# Politiskt Alternativ
Politiskt Alternativ (PA) är ett lokalt politiskt parti i Vilhelmina kommun, som bildades inför valet till kommunfullmäktige 2010. 

## Valresultat
| År   | Röster | %     | Mandat  |
| ---- | ------ | ----- | ------- |
| 2010 | 326    | 7,05  | 3 av 35 |
| 2014 | 483    | 10,96 | 3 av 27 |
| 2018 | 208    | 4,78  | 1 av 27 |
| 2022 | 263    | 6,59  | 2 av 27 |

I kommunalvalet 2010 fick partiet 7,05 procent av rösterna vilket motsvarade 326 röster och erhöll därmed tre mandat i kommunfullmäktige.
I kommunalvalet 2014 fick partiet 10,61 procent av rösterna vilket motsvarade 483 röster och erhöll därmed tre mandat i kommunfullmäktige. Vilhelminas kommunfullmäktige beslutade 2013 att minska antalet kommunfullmäktigeledamöter från 35 till 27 och därmed har partiet lika många mandat trots fler röster i valet 2014.